# Madonna con il Bambino (Giusto de' Menabuoi)
La Madonna con il Bambino è un'opera del pittore fiorentino Giusto de' Menabuoi, che realizzò tra il 1375 e il 1380, durante il suo soggiorno a Padova e in concomitanza con la decorazione del Battistero di Padova. È  conservata al Museo Diocesano della stessa città dal 2011 a seguito del suo ultimo restauro.

## Storia
La Madonna con il Bambino di Giusto de' Menabuoi è un’opera difficilmente contestualizzabile. Gli studiosi sono portati a pensare che la Madonna con il Bambino sia stata realizzata sul modello di un’altra Madonna Duecentesca, che si conservava in Cattedrale, anch’essa importante oggetto di venerazione. Si è ipotizzato quindi che l’immagine di Giusto fosse una copia di quell’originale duecentesco di cui oggi non abbiamo testimonianza visiva, realizzata attorno al 1380 circa.
Nel 1493 fu eretta una cappella nel transetto destro della chiesa per conservare l’originale duecentesco, mentre l’esemplare di Giusto risulta verosimilmente collocato in un’armadiatura nell’area della sacrestia maggiore, dove era protetta assieme ad altri oggetti preziosi, quali reliquie e suppellettili.
Queste erano le collocazioni stabili delle due icone, che tuttavia in particolari occasioni liturgiche potevano essere ostense e portate in processione. Il culto dell’immagine prosegue nel tempo e la tela risulta fino all’inizio del Novecento in Cattedrale. Di lì a poco, verrà spostata nella Biblioteca Capitolare di Padova, e, dal 1930 nella Sagrestia dei Canonici.

### Contesto di provenienza
A Padova, Giusto de' Menabuoi lavorò con certezza per Fina Buzzaccarini nella decorazione del Battistero della Cattedrale, ma niente in più si sa sulla committenza della tela in questione. Fu realizzata probabilmente come copia dell’icona miracolosa duecentesca, ma già dal XV secolo l’opera di Giusto inizia ad essere oggetto di devozione, venendo ritenuta direttamente discendente dal dipinto che San Luca aveva eseguito della Madonna e portata in processione in occasioni solenni per richiedere intercessioni divine.
Nel corso dei secoli coesistettero, secondo quanto testimoniano le fonti, due icone oggetto di culto all’interno della Cattedrale, di cui una copia dell’altra, e le loro storie scorsero in parallelo, pur essendo in possesso di un solo esemplare.

## Iconografia
Il dipinto mostra l’immagine della Vergine Maria a mezzo busto con in braccio il Gesù Bambino posti in posizione centrale su un inusuale fondo di un rosso acceso. Sotto l’aspetto iconografico, è facile pensare all’esistenza di un modello più antico di tradizione bizantina e dalle caratteristiche degli abiti della Vergine, con il maphorion che la avvolge, qui su toni azzurri, e l’elegante cuffia ornata con motivo a trama reticolare. Le linee ammorbidite e l’andamento delle pieghe richiamano a una provenienza orientale. 
La Madonna con il Bambino, diversamente da molte icone mariane, si rivolge all’osservatore-fedele: la Madre presenta il proprio bambino in fasce, in una composizione classificata come ‘frontale’ e definita anche ‘ostensiva’, accentuata dalla mancanza di dialogo tra le due figure nella loro serrata frontalità. Ma l’aspetto più singolare è la raffigurazione del bambino in una condizione insolita rispetto alla tradizione che lo vuole in braccio alla madre nudo o semplicemente vestito. Egli è ritratto ritto, con la spalla ed il braccio destro scoperti, vestito di un leggero telo morbidamente appoggiato sulle membra e sul quale si avvolgono ripetutamente le fasce. 
Il tema del bambino esibito in fasce nella sua frontalità, che alludono contemporaneamente alla sua recente nascita ma anche alla sua futura vestizione sepolcrale, si accorda con quello del presepe che aveva una grande popolarità nell’Italia centrale e in area centro europea. Si pensa ad un suo utilizzo durante l’esecuzione delle drammatizzazioni liturgiche del Tempo di Natale.

## Funzione

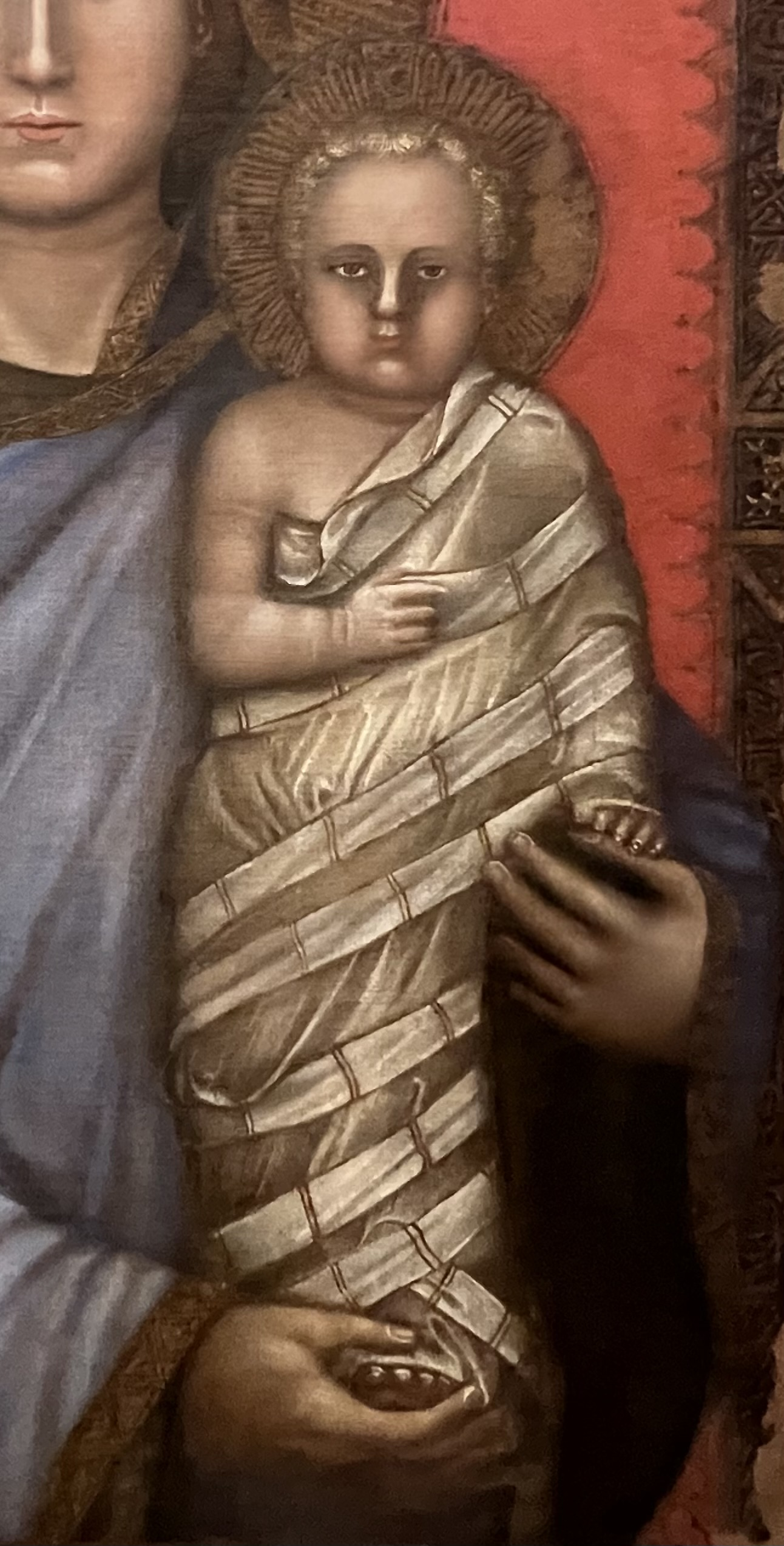
Visione 'ostensiva' di Gesù in fasce

Anche se non siamo in possesso di fonti dirimenti, si ipotizza, a partire dalle riflessioni sulla ‘Madonna duecentesca’ della Cattedrale di Padova, che una tale iconografia fosse esibita al centro del presepe allestito nell’altare maggiore del tempio durante le celebrazioni del Natale. Dimostrazione delle pratiche devozionali in particolari solennità sono le tracce in corrispondenza del capo della Madonna su cui veniva probabilmente posta una corona, ed attorno al  suo collo e sulla passamaneria del manto, dove trovavano presa collane o pendenti. Il Liber Ordinarius della Chiesa di Padova, scritto intorno al 1260, tra le azioni indicate per tali riti, descrive la scopritura dell’immagine della Vergine Maria e del Figlio, nel ricordo della visita dei pastori al Cristo Salvatore alla capanna di Betlemme. Probabilmente l’immagine rimaneva esposta fino alla Festa dell’Epifania, presenziando anche ad altri momenti liturgici che si svolgevano intorno all’altare maggiore. A sostegno di questa suggestione, pare aggiungersi l’iscrizione che compare sulla cornice della Madonna oggi sull’altare seicentesco, e che le ipotesi riferiscono al dipinto di Giusto “HIC DEUS EST ET HOMO QUEM VIRGO PUERPERA PROMO”: è il momento in cui Cristo viene presentato al mondo, in ieratica ostensione, ai pastori che sono i primi a godere della Rivelazione. La modalità di presentazione intendeva attivare determinati risvolti emozionali nell’anima del fedele. La meditazione probabilmente promuoveva la consapevolezza del dono di Dio agli uomini del proprio Figlio, già destinato al sacrificio per la loro salvezza premonizzata dalle particolari vestimenta.